# Pierre Pitois
Pierre Pitois est un homme politique français né le 12 septembre 1896 à Chevillon (Haute-Marne) et mort le 1er mars 1979 à Reims (Marne)

## Biographie
Journaliste à Reims, il milite activement dans les organisations de droite. Il est le secrétaire général de l'Alliance républicaine de la Marne, constituée en 1924 et liée à la Fédération républicaine. Il est lié aussi au Centre de propagande des républicains nationaux. Il est élu député de la Marne en 1936, comme opposant déclaré au Front populaire. Nationaliste intransigeant, il s'occupe aussi des intérêts des hôteliers et des petites entreprises.
Le 10 juillet 1940, il ne prend pas part au vote des pleins pouvoirs au maréchal Pétain.

## Sources
- « Pierre Pitois », dans le Dictionnaire des parlementaires français (1889-1940), sous la direction de Jean Jolly, PUF, 1960 [détail de l’édition]
- Jean-François Sirinelli (dir.), Histoire des droites en France, vol. 2, Cultures, Gallimard,